# Show do Milhão (jogo eletrônico)
Show do Milhão é uma franquia de jogos eletrônicos baseado no game show homônimo apresentado por Silvio Santos. Originalmente, o jogo estava disponível para computadores com Windows 98 ou superior, mas também contou com versões para Mega Drive e um video game portátil feito pela TecToy. O jogo foi relançado para Android e iOS em 2016.
O Show do Milhão foi um sucesso de vendas e é possivelmente o jogo eletrônico brasileiro mais vendido de todos os tempos.

## Histórico
O jogo foi lançado para CD-ROM em 1999, em parceria entre a SBT Music e a Abril Music, com distribuição pela Cia do Software a partir da quinta edição. O jogo vinha instalado no Computador do Milhão. Em 2001, em parceria com a Sega e a TecToy, o jogo foi adaptado para o Mega Drive. O video game já estava descontinuado. A TecToy também produziu um video game portátil que rodava o jogo, o Mini Game Show do Milhão. Em 2002, as versões para computador venderam mais de um milhão de cópias. Também foi lançado uma versão de tabuleiro pela Estrela. A versão de computador chegou a ter 7 edições, enquanto a de Mega Drive teve apenas duas, com a segunda edição sendo o último jogo lançado para o video game.
Em 2016, foi lançado o aplicativo Show do Milhão, disponível para Android e iOS. O jogo tem versões paga e gratuita e foi desenvolvido em parceria com a Movile. Os cupons de ativação do jogo eram vendidos em lotéricas, e podiam ser adquiridos com cartão de crédito exclusivamente pela GetNet, do Santander. Em 2019, foi lançada uma skill para Alexa desenvolvida em parceria com o LIGA Facens. Em 2021, o aplicativo Show do Milhão foi reinaugurado com um novo design também desenvolvido em parceria com o LIGA Facens.

## Jogabilidade
O jogo segue fielmente o formato do programa Show do Milhão, onde o jogador deve responder perguntas de conhecimento geral com elementos de jogos de azar. O jogo era narrado por Silvio Santos. A primeira versão do jogo contava com 800 perguntas, porém elas chegaram a mais de 20 mil. O jogo possui quatro opções de respostas para cada pergunta e contava com ajuda dos universitários, das placas, cartas e a opção de pular perguntas difíceis. O prêmio máximo é alcançado quando o jogador consegue acertar 16 perguntas. O jogo é dividido em 4 níveis, com o último sendo o "arrisca tudo". A pontuação é somada conforme o valor da fase caso o jogador acerte a pergunta e dividida por dois caso erre. Na última fase, o jogador pode ganhar R$ 1 milhão ou perder toda a sua pontuação. Os jogadores com maior pontuação são registrados no placar do jogo.
O jogo para celular possui uma versão gratuita e uma pro. Na gratuita, o jogador tinha acesso a uma quantidade restrita de perguntas. Os jogadores também ganhavam um cupom para o sorteio de prêmios na vida real. Os prêmios da versão gratuita chegavam a R$ mil, porém os da versão pro chegavam a R$ 1 milhão.

## Impacto
O jogo movimentou o mercado de hardware brasileiro, ajudando na popularização do computador no Brasil. Ele está entre os jogos mais jogados dos anos 2000 no país, junto com Counter-Strike. O Show do Milhão talvez seja o maior jogo nacional em número de vendas.

## Especificações técnicas
As versões de computador necessitavam de um Pentium 133 MHz, 32 MB de RAM e Windows 98 ou superior, placa de som SoundBlaster ou compatível e 70 MB disponíveis no disco rígido.

## Relação de jogos
- Show do Milhão (600 perguntas) - um jogador
- Show do Milhão Volume 2 (1.000 perguntas) - um jogador
- Show do Milhão Volume 3 (3.000 perguntas) - um jogador
- Show do Milhão Volume 4 (4.000 perguntas) - dois jogadores
- Show do Milhão Volume 5 (10.000 perguntas) - dois jogadores
- Show do Milhão Júnior (800 perguntas) - um jogador
- Show do Milhão Colecionador (coletânea dos quatro primeiros volumes) - um jogador (volumes 1 a 3) e dois jogadores (volume 4)
- Show do Milhão Júnior Volume 2 (800 perguntas) - dois jogadores
- Show do Milhão 2006 (20.000 perguntas) - oito jogadores